# Михири
Михири — посёлок в Увельском районе Челябинской области России. Входит в состав Красносельского сельского поселения.
Население 197 чел. (2010) .

## История
Основан в 1922 году как выселок из дер. Мохиревой (стояла на р. Увельке до 1950 года). Работали кирпичный завод, деревообрабатывающий комбинат, известковый карьер. Была школа и клуб в одном доме; всего было 15 жилых домов. С 1950 года Михири стали отделением № 3 совхоза «Увельский». Построены здания школы, клуба, фельдшерско-акушерского пункта.
С 1970 года на территории поселка располагалось 3-е отделение совхоза «Красносельский».
Согласно Закону Челябинской области от 17 сентября 2004 года № 277-ЗО «О статусе и границах Увельского муниципального района и сельских поселений в его составе» посёлок вошёл в состав образованного Красносельского сельского поселения.

## География
Посёлок находится в восточной части региона, в южной западной района, на берегу р. Сухарыш. Ландшафт — лесостепь, к востоку — небольшой лесной массив (Увельский район: энциклопедия). Три улицы: ул. Заречная, ул. Мира и ул. Труда.
Рельеф — полуравнина (Зауральский пенеплен); абсолютная высота центра — 232 метра над уровнем моря, ближайшие высоты — 260 и 284 (г. Красная) м. (Увельский район: энциклопедия).
Географическое положение
Расстояние до:
районного центра, посёлка Увельский 42 км.
центра сельского поселения, с. Красносельское — 6 км.

## Население
| 2002 | 2010 |
| ---- | ---- |
| 242  | ↘197 |

Население на 1 января 2012 года 225 человек (в 1926 году — 136, в 1970—336, в 1995—221).

## Инфраструктура
Развитое сельское хозяйство. Личное подсобное хозяйство
Школа (в 2002 году построена), библиотека, фельдшерско-акушерский пункт (Увельский район: энциклопедия).
Михирёвский сельский клуб.

## Транспорт
стоит на автодороге «Красносельское — Сухарыш» (74 ОП РЗ 75К-480).